# Приленське плато
Приленське плато (рос. Приленское плато; якут. Өлүөнэтээҕи хаптал хайалаах сир) — піднесена рівнина в Якутії та Іркутській області.
Заповідними зонами є: Ленські стовпи — об’єкт Світової спадщини ЮНЕСКО з 2012 року, Синські стовпи на річці Синя, Скелі Турук-Хая на річці Лютенга, Олекминський заповідник розташований у східній частині, частково у межах сусіднього Альданського нагір'я

## Фізико-географічна характеристика
Простягається від річки Нижня Тунгуска на заході до річки Амга на сході, головним чином, уздовж річки Лена в її середній течії (звідси назва), на північному заході обмежено Середньосибірським плоскогір'ям та Центральноякутською низовиною на півночі. Витягнуто у широтному напрямку понад 1000 км. Ширина плато (з півдня на північ) - до 200 км. Займає велику територію на заході і в центрі Якутії (південь Мирнинського, Сунтарського, Верхньовілюйського, Гірського, Хангаласького і Мегіно-Кангаласького, Ленський, північ Ольокмінського, крайню північ Алданського, захід і північ Амгинського улусів і, частково, північ Іркутської області (Катанзький і Бодайбинський райони).
Розташоване у зоні поширення багаторічної мерзлоти підвищеної потужності (грунт промерзає до сотень метрів). Середня висота становить 450-500 м. При русі з півночі на південь висота збільшується до 700 м.
Складено кембрійськими і ордовікськими гіпсоносними і соленосними вапняками, доломітами, рідше пісковиками. Характерні обривисті схили, що утворюють надзвичайні за красою об'єкти природи.
Покрито тайговими сосновими і модриновими лісами, порізане заболоченими долинами річок, зустрічаються луки.

## Клімат
Клімат різко континентальний з тривалою морозною, малосніжною зимою. Температура опускається взимку до -45 ° C, а іноді і до -60 ° C. Літо помірно тепле (15-17 ° C), протягом якого випадає велика частина опадів — близько 350-450 мм на рік.

## Корисні копалини
На території плато виявлено родовища гіпсу, кам'яної солі.